# Paid in Advance
Paid in Advance é um filme mudo norte-americano em preto e branco do gênero drama, dirigido por Allen Holubar. Lançado em 1919, foi protagonizado por Dorothy Phillips, Joseph W. Girard, Lon Chaney e Priscilla Dean.

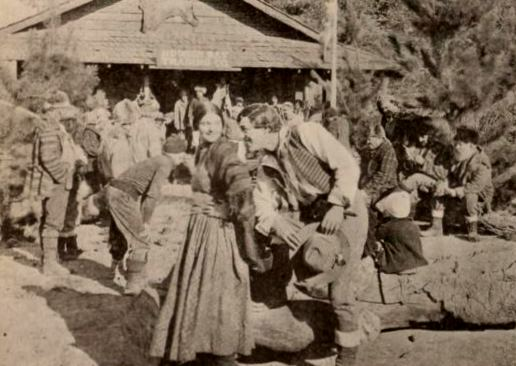
Filme ainda